# Re dell'Essex
Elenco dei re dell'Essex. La tabella contiene nella terza colonna il titolo in latino e, sotto, il titolo in antico inglese. I foni <thorn> e <eth> corrispondevano a due fonemi distinti (th dura e dolce).
| Durata regno            | Reggente                                                                                        | Nome latino e antico inglese                                                                    | Note                                                                                            |
| ----------------------- | ----------------------------------------------------------------------------------------------- | ----------------------------------------------------------------------------------------------- | ----------------------------------------------------------------------------------------------- |
| dal 527 al 587          | Aescwine                                                                                        | ÆSCVVINE CENFVSING ESTSEAXNA CYNING ÆSCVVINE REX SAXONVM ORIENTALIVM                            |                                                                                                 |
| dal 587 al ante 604     | Sledda                                                                                          | SLEDDA ÆSCVVINING ESTSEAXNA CYNING SLEDDA REX SAXONVM ORIENTALIVM                               |                                                                                                 |
| dal ante 604 al 616/7   | Saebert                                                                                         | SÆBRYHT SLEDDING ESTSEAXNA CYNING SÆBRYHT REX SAXONVM ORIENTALIVM                               |                                                                                                 |
| dal 616/7 al 617        | Sexred                                                                                          | SEXRED SÆBRYHTING ESTSEAXNA CYNING SEXRED REX SAXONVM ORIENTALIVM                               | Diventa re con Saeward; ucciso in battaglia contro i Sassoni Occidentali                        |
| dal 616/7 al 617        | Saeward                                                                                         | SÆVVARD SÆBRYHTING ESTSEAXNA CYNING SÆVVARD REX SAXONVM ORIENTALIVM                             | Diventa re con Sexred; ucciso in battaglia contro i Sassoni Occidentali                         |
| dal 617 al ante c.653   | Sigeberht I il Piccolo                                                                          | SIGEBRYHT SÆVVARDING ESTSEAXNA CYNING SIGEBRYHT PARVVS REX SAXONVM ORIENTALIVM                  |                                                                                                 |
| dal c.653 al 664        | Sigeberht II il Buono                                                                           | SIGEBRYHT SÆVVARDING ESTSEAXNA CYNING SIGEBRYHT SANCTVS REX SAXONVM ORIENTALIVM                 | San Sigeberht; San Sebbi (Festività 29 agosto)                                                  |
| dal 660 al 664          | Swithelm                                                                                        | SVVI<THORN>ELM ESTSEAXNA CYNING SVVI<THORN>ELM REX SAXONVM ORIENTALIVM                          |                                                                                                 |
| dal 664 al 683          | Sighere                                                                                         | SIGHERE SIGEBRYHTING ESTSEAXNA CYNING SIGHERE REX SAXONVM ORIENTALIVM                           | Diventa re con Sebbi                                                                            |
| dal 664 al c.694        | Sebbi                                                                                           | SEBBI ESTSEAXNA CYNING SEBBI REX SAXONVM ORIENTALIVM                                            | Diventa re con Sighere; abdica in favore di suo figlio Sigeheard                                |
| dal c.694 al c.709      | Sigeheard                                                                                       | SIGEHEARD SEBBING ESTSEAXNA CYNING SIGEHEARD REX SAXONVM ORIENTALIVM                            | Diventa re con suo figlio Swaefred                                                              |
| dal c.695 al ante c.709 | Swaefred                                                                                        | SVVÆFRED SIGEHEARDING ESTSEAXNA CYNING SVVÆFRED REX SAXONVM ORIENTALIVM                         | Diventa re con suo padre Sigeheard                                                              |
| 709                     | Offa                                                                                            | OFFA SIGEHERING ESTSEAXNA CYNING OFFA REX SAXONVM ORIENTALIVM                                   | Abdica                                                                                          |
| dal c.709 al 746        | Saelred                                                                                         | SÆLRED SIGEBRYHTING ESTSEAXNA CYNING SÆLRED REX SAXONVM ORIENTALIVM                             | (o anche Swebert) Probabilmente diventa re con Swaefbert                                        |
| dal c.715 al 738        | Swaefbert                                                                                       | SVVÆFBRYHT ESTSEAXNA CYNING SVVÆFBRYHT REX SAXONVM ORIENTALIVM                                  | Probabilmente diventa re con Saelred                                                            |
| dal 746 al 758          | Svvithred                                                                                       | SVVI<THORN>RED SIGEMVNDING ESTSEAXNA CYNING SVVI<THORN>RED REX SAXONVM ORIENTALIVM              |                                                                                                 |
| dal 758 al 798          | Sigeric                                                                                         | SIGERIC ESTSEAXNA CYNING SIGERIC REX SAXONVM ORIENTALIVM                                        | Abdica                                                                                          |
| dal 798 all'812         | Sigered                                                                                         | SIGERED SIGERICING ESTSEAXNA CYNING SIGERED REX SAXONVM ORIENTALIVM                             |                                                                                                 |
| dall'812 all'825        | Sigered                                                                                         | SIGERED DVX SAXONVM ORIENTALIVM                                                                 | Mercia riduce il rango da re (King) a signore (Overlords)                                       |
| c.825                   | Mercia sconfitta da Egberto del Wessex, Essex diventa un sottoregno interno al Regno del Wessex | Mercia sconfitta da Egberto del Wessex, Essex diventa un sottoregno interno al Regno del Wessex | Mercia sconfitta da Egberto del Wessex, Essex diventa un sottoregno interno al Regno del Wessex |

Sigered fu l'ultimo re dell'Essex, cedette il regno a Egberto del Wessex.